# Глушица (Ровненская область)
Глушица (укр. Глушиця) — село, входит в Люхчанский сельский совет Сарненского района Ровненской области Украины.
Население по переписи 2001 года составляло 1209 человек. Почтовый индекс — 34512. Телефонный код — 3655. Код КОАТУУ — 5625484802.